# ألفرد بيرو
ألفرد بيرو (بالفرنسية: Alfred Perot)‏ (ولد في متس في 3 نوفمبر 1863 وتوفي في باريس في 28 نوفمبر 1925) فيزيائي فرنسي اشترك مع مواطنه شارل فابري في ابتكار مقياس التداخل المسمى مقياس فابري-بيرو وحصلا معاً على وسام رمفورد سنة 1918 تقديراً لإنجازاتهما في مجال البصريات.

## روابط خارجية
- ألفرد بيرو على موقع الموسوعة البريطانية (الإنجليزية)